# Тайфун (фильм)
«Тайфун» (англ. The Typhoon) — американский художественный фильм, снятый в 1914 году под руководством Томаса Инса.

## Сюжет
Главный герой, приехавший из Японии, живёт в Париже, где готовит тайное военное донесение. Он ответственный представитель группы самураев.
Героиня (парижанка) влюбляется в его. Привязанность японца кажется ей самым ценным, что у неё есть в жизни. Она догадывается о его секретной миссии и старается отвлечь от неё японца своими чарами. Но в конце концов они ссорятся. В пылу ссоры главный герой нечаянно убивает молодую женщину.
Соотечественники покрывают преступление японца, ибо он один может закончить секретное донесение. Молодого человека, недавно приехавшего из Японии и неспособного выполнить эту работу, принуждают взять на себя вину, и он идёт на казнь. Что касается настоящего убийцы, то сердце его разбито, и он вскоре умирает, закончив своё донесение.

## Художественные особенности
- «…"Тайфун" обладает одним кинематографическим достоинством: в нём по примеру датских фильмов ужасное стихийное бедствие совпадает с высшим напряжением драматического действия…»[1]

## В ролях
- Сессю Хаякава — Токорама
- Глэдис Броквел — Хелен
- Цуру Аоки
- Фрэнк Борзейги
- Генри Котани — Hironari
- Леона Хаттон — Тереза